# شركة الأسمنت السعودية
شركة الأسمنت السعودية هي شركة مساهمة سعودية، تأسست الشركة في عام 1955، لغرض القيام بكافة الأعمال اللازمة لصناعة وإنتاج وتسويق جميع أنواع الاسمنت وتوابعه ومشتقاته، وتقوم الشركة حاليا بتشغيل مصنعين للإسمنت بالمنطقة الشرقية من المملكة العربية السعودية وهما مصنعي الهفوف وعين دار، وتفصل بين المصنعين مسافة تقدر بحوالي 35 كيلومتر كما يبعد كل مصنع منهما عن ميناء الملك عبد العزيز بالدمام مسافة تتراوح ما بين 120 إلى 130 كيلومتر تقريباً.